# Деспре, Марсель
Марсель Деспре (фр. Marcel Desprets, 19 августа 1906 — 12 марта 1973) — французский фехтовальщик-шпажист, олимпийский чемпион и чемпион мира.

## Биография
Родился в 1906 году в Сен-Кантене. В 1935 году выиграл Международное первенство по фехтованию (в 1937 году Международная федерация фехтования задним числом признала его чемпионатом мира). В 1947 году стал чемпионом мира. В 1948 году завоевал золотую медаль Олимпийских игр в Лондоне.